# Dichondra nivea
Dichondra nivea är en vindeväxtart som först beskrevs av T. S. Brandegee, och fick sitt nu gällande namn av Benjamin Carroll Tharp och M. C.Johnston. Dichondra nivea ingår i släktet njurvindor, och familjen vindeväxter. Inga underarter finns listade i Catalogue of Life.